# دیوید ایتون (بازیکن فوتبال)
دیوید ایتون (انگلیسی: David Eaton؛ زادهٔ ۳۰ سپتامبر ۱۹۸۱) بازیکن فوتبال اهل بریتانیا است.
از باشگاه‌هایی که در آن بازی کرده‌است می‌توان به باشگاه فوتبال مکلسفیلد تاون، باشگاه فوتبال اورتون، و باشگاه فوتبال بارسکو اشاره کرد.